# Hoplia simillima
Hoplia simillima är en skalbaggsart som beskrevs av Miyake 1986. Hoplia simillima ingår i släktet Hoplia och familjen Melolonthidae. Inga underarter finns listade i Catalogue of Life.